# Keisha Buchanan
Keisha Kerreece Fayeanne Buchanan (Londen, 30 september 1984) is een Engelse zangeres en songwriter. Zij maakt deel uit van de populaire meidengroep Sugababes.
Keisha werd in Londen geboren in een gezin dat van Jamaica kwam en zong al vanaf jonge leeftijd. Haar gezin verhuisde naar Kingsbury, waar ze op de lagere school in dezelfde klas te kwam zitten als Mutya Buena. Ze werden vriendinnen. Op dertienjarige leeftijd ontmoetten ze Siobhán Donaghy tijdens een feestje en begonnen met zijn drieën een band. In 1998, toen Keisha nog maar veertien jaar was, werd de Sugababes een platencontract aangeboden. Op zestienjarige leeftijd had Keisha haar eerste hit (nummer 14 in Nederland) met Overload.
Op 21 september 2009 verliet Buchanan de Sugababes officieel. Ze ging toen verder als soloartiest. In oktober 2019 keerde Buchanan terug naar de groep samen met de twee originele leden.

## Singles met Sugababes
- Overload
- New year
- Soul sound
- Run for cover
- Freak like me
- Round round
- Stronger
- Angels with dirty faces
- Shape
- In the middle
- Caught in a moment
- Hole in the head
- Too lost in you
- Push the button
- Ugly
- Red dress
- Follow me home
- Easy
- Walk this way
- About you now
- Change
- Denial
- Girls
- No can do
- Get sexy
- Flatline
- Flowers

- Gemeinsame Normdatei: 1143035240
- International Standard Name Identifier: 0000 0001 3128 5924
- MusicBrainz: 625491ed-5a7c-46c1-a6f9-6638a42e62dd
- Nationale Bibliotheek van Tsjechië: xx0095341
- Virtual International Authority File: 88575966
- WorldCat: E39PBJfRxDYrwHDRh9pV3cfwmd